# Comportament antisocial
Es considera una conducta antisocial o un comportament antisocial tota aquella conducta deliberada que atempta contra la unitat del grup o causa un perjudici als seus membres. En la majoria de casos les conductes antisocials freguen o estan catalogades com a delictes, ja que la llei sanciona les desviacions dels individus de la norma que assegura la cohesió i la convivència.
Els individus que regularment manifesten una conducta antisocial solen patir un tipus de trastorn de la personalitat o bé s'identifiquen amb una contracultura o grup revolucionari que voluntàriament vol alterar l'ordre social establert. Aquesta conducta pot aparèixer des de la infància però s'accentua a l'adolescència i es caracteritza per falta d'empatia o agressivitat.